# Gaumensegel

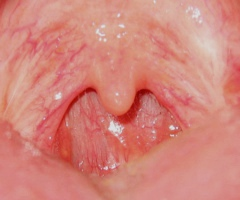
Weicher Gaumen

1 – Mundhöhle (Cavum oris), 2 – Nasenhöhle (Cavum nasi), 3 – harter Gaumen (Palatum durum), 4 – weicher Gaumen (Palatum molle), 5 – Gaumenzäpfchen (Uvula), 6 – Zungenwurzel (Radix linguae), 7 – Rachenhinterwand, 8 – Schlundrachen (Laryngopharynx oder Pars laryngea pharyngis), 9 – Mundrachen (Oropharynx oder Pars oralis pharyngis), 10 – Nasenrachen (Nasopharynx oder Pars nasalis pharyngis)

Das Gaumensegel (lateinisch velum palatinum) ist eine Fortsetzung des harten Gaumens bei den Säugetieren in Form einer Doppelfalte. Es wird auch als weicher Gaumen (Palatum molle) bezeichnet. Das Gaumensegel hängt schräg oder senkrecht in Richtung Zungenwurzel herab und wird aus Ausläufern des Gaumen-Rachen-Muskels Musculus palatopharyngeus und anderer Muskeleinstrahlungen gebildet. Es grenzt die Mundhöhle teilweise gegen den Rachen ab und dient somit der Abgrenzung zwischen Luft- und Speiseweg.

## Anatomie
Das Gaumensegel ist an der zur Mundhöhle gewandten Seite mit einem unverhornten Plattenepithel und an der zum Nasenrachen (Nasopharynx) gewandten Seite von einem respiratorischen (Flimmer-)Epithel überzogen. Bei vielen Säugetieren ist an der Unterseite lymphatisches Gewebe in Form der Tonsilla veli palatini (Gaumensegelmandel) in die Schleimhaut eingelagert. Diese Mandel ist beim Menschen und bei Raubtieren nicht ausgebildet. An der Unterseite des Gaumensegels sind in die Schleimhaut Drüsenpakete, die Gaumendrüsen, eingelagert. Dabei handelt es sich um Speicheldrüsen.
Bewegt wird das Gaumensegel hauptsächlich durch den Musculus constrictor pharyngis, den Musculus tensor veli palatini und den Musculus levator veli palatini. Beiderseits gehen vom Rand des Gaumensegels zwei Doppelfalten aus, die so genannten Gaumenbogen. Am freien Rande des Gaumensegels springt bei Affen und Menschen in der Mitte das Gaumenzäpfchen (Uvula) kegelförmig vor. Bei den meisten anderen Säugetieren ist es nicht ausgebildet.
Die Innervation des Gaumensegels erfolgt durch den Nervus glossopharyngeus (Hirnnerv IX) und den Nervus vagus (Hirnnerv X), die einen Plexus pharyngeus bilden. Die Blutversorgung erfolgt über die Arteria palatina descendens und Arteria palatina ascendens.
Die Ansatzlinie des Gaumensegels wird „Ah-Linie“ genannt. Ihren Namen verdankt sie der Tatsache, dass sie beim Sprechen eines langen „Ahhhs“ sichtbar wird. Sie wird von Zahntechnikern als hintere Begrenzung bei Totalprothese verwendet.

## Funktion
Das Gaumensegel grenzt die Mundhöhle teilweise gegen den Rachen ab und dient somit der Abgrenzung zwischen Luft- und Speiseweg. Beim Schluckakt wird das Gaumensegel durch den Musculus constrictor pharyngis an den Ringwulst der Rachenhinterwand gepresst. Die Musculi tensor und levator veli palatini entspringen am Tubenknorpel und sorgen auch für den Druckausgleich zwischen Außenwelt und Mittelohr beim Schluckakt oder Gähnen.
Bei der Artikulation hebt sich das Gaumensegel und legt sich an die Rachenrückwand, wodurch die Nasenhöhle vom Mund-Rachen-Raum getrennt wird und der aus der Lunge kommende Phonationsstrom nur durch Rachen und Mund fließen kann, so dass orale Laute entstehen (velopharyngealer Verschluss). Bei nasalen Konsonanten wird die Mundhöhle verschlossen und der Phonationsstrom fließt durch die Nase ab. Bei nasalierten Vokalen senkt sich das Gaumensegel und lässt den Phonationsstrom sowohl durch den Mundraum als auch durch den Nasenraum abfließen.
Das Gaumensegel spielt auch für das Schnarchen eine Rolle. Eine operative Verkürzung kann in seltenen Fällen das Schnarchen verbessern. Jedoch können nach einer Operation Schwierigkeiten bei der Lautbildung (z. B. beim Gaumen-R [⁠ʁ⁠]) auftreten oder Teile des Essens beim Schlucken in den Nasenrachen gelangen. Ein solcher Eingriff wird von den meisten Krankenkassen nicht bezahlt.

## Klinische Bedeutung
Größere praktische Bedeutung hat das Gaumensegel bei der chirurgischen Rekonstruktion von Lippen-, Kiefer-, Gaumenspalten oder bei Tumoroperationen.